# Dodge Ram SRT 10
A Dodge Ram SRT-10 foi uma picape esportiva de porte grande produzida pela Dodge em quantidade limitada. Equipada com o motor V10 do Dodge Viper, foi apresentada em 2002 mas entrou em produção apenas em 2004. Parou de ser produzida em 2006 e foi considerada por anos a picape mais rápida do mundo.